# Grim Natwick
Myron "Grim" Natwick, född den 16 augusti 1890 i Wisconsin Rapids, död den 7 oktober 1990, var en animatör och regissör som bland annat arbetade för Walt Disney. 

## Karriär
Natwick är mest känd för att ha skapat Fleischer Studios mest populära karaktär, Betty Boop, men arbetade för flera olika amerikanska animationsstudios, bland dessa Ub Iwerks studio, Walt Disney Productions, Walter Lantz studio, UPA och Richard Williams studio. Vid Disney arbetade Natwick som animatör för Snövit och de sju dvärgarna och var delaktig i att ge titelkaraktären liv.
När han arbetade för Fleischer studios 1939 hade Natwick huvudansvaret för tecknandet av prinsen och prinsessan i Gullivers resor. Han hjälpte också till med att animera Musse Pigg i Disneyfilmen Fantasia, Mr. Magoo, Popeye och flera andra kända karaktärer från 1940- och 50-talet.
Natwick hade 5 bröder och 2 systrar: Frank, Ruby, Albert (Buff), Donald, John (Rux), Gladys och Vernon (Deeds). Hans farfar Ole var en av de första norska immigranterna till USA och ankom till Wisconsin 1847, varefter han gifte sig och fick 11 barn. Bland dessa barn fanns James W, Grims far och Joseph som var far till skådespelerskan Mildred Natwick, Grims kusin.
Grim hade fått sitt smeknamn före highschool och redan där var han känd för sitt tecknande och sin poesi. Han fick senare ett annat smeknamn, "Barden" och trots att hans dikter aldrig har publicerats finns mycket av hans poesi tillgängligt. Alla Natwickpojkarna var duktiga idrottsmän. Grim och hans bror Buff var amerikanska fotbollsstjärnor i highschool. Deras bror Frank Natwick har rapporterats vara en av de första Wisconsinatleterna som blev inbjuden till Olympiska spelen 1908. Han var häcklöpare för University of Wisconsin där han var president i sin klass.
Myron Natwick dog i Los Angeles av både lunginflammation och en hjärtinfarkt efter att ha hållit ett 100-årskalas med sina vänner.